# Nuno Assis
Nuno Assis Lopes de Almeida (Lousã, 25 november 1977) is een Portugees voetballer die bij voorkeur als aanvallende middenvelder speelt. Hij verruilde in juli 2012 Vitória Guimarães voor Omonia Nicosia. 
De offensieve middenvelder begon zijn carrière bij de jeugdafdeling van Lourinhanense. In 1999 werd hij onder contract gesteld bij FC Alverca; al een jaar later wisselde hij naar Gil Vicente FC. In 2001 maakte hij de overstap richting Vitória Guimarães, waar hij tot januari 2005 speelde. Benfica had hem al opgemerkt, en haalde hem nog tijdens het seizoen naar de hoofdstad. Met Benfica speelde hij het seizoen 2005/06 in de UEFA Champions League. 
Zijn eerste wedstrijd in het Portugese nationale team was tijdens een vriendschappelijke wedstrijd tegen Schotland, hij werd er ingewisseld. Na meer dan zes jaar mocht hij weer meespelen, in 2009 tijdens onder andere een WK kwalificatiewedstrijd. 
Op 3 december 2005 moest hij een dopingcontrole ondergaan. Hierbij testte Nuno Assis positief op Norandrosteron, wat verboden is volgens de UEFA en FIFA. Begin 2006 werd hij door de Portugese bond geschorst, en op 17 februari 2006 door de UEFA, voor alle wedstrijden tot augustus 2006. Het CAS verlengde zijn schorsing tot twaalf maanden.